# Петър Манолов
Петър Манолов е български поет, дисидент, член на Съюза на българските писатели. Съосновател е на профсъюз „Подкрепа“, фондация „Болната планета – ВЗОВ“ и „Св. Урбань“.

## Биография
Петър Манолов е роден през 1939 г. в Садово, Сунгурларско. Продължава образованието си в град Сунгурларе, военно училище в Силистра и завършва Софийския държавен университет.
Работи като възпитател, журналист, метеоролог на фара на н. Емине. През 1968 г. се заселва за постоянно в местността Урбань-Иракли (дн. Пешова колиба) в землището на с. Емона.
В началото на 1989 г. е арестуван като секретар на учреденото на 16 януари 1988 г. Независимо дружество за защита правата на човека в България (НДЗПЧБ) и обявява гладна стачка, отразявана от радио „Свободна Европа“ и други чуждестранни медии.
През февруари 1989 г. ЦК на БКП разпорежда провеждане на открити партийни събрания в цялата страна с обсъждане и заклеймяване на поезията по цитати. Следват арести, назначаване на денонощна охрана, заплахи за малолетния Манол (художника Моно Петра) и защита от международната демократична обшественост – юристи, журналисти, поети и писатели: Курт Вонегът, Норман Мейлър, Айзък Азимов, Алън Гинсбърг, Уилям Стайрън, Рене Таверние, Блага Димитрова и др., а на 20 май 1989 г. е екстрадиран от страната.
В емиграция участва в колоквиумите „Свободата на Духа“ (юни 1989 г., Париж) и „Проблемите на малцинствата“ (март 1990 г., Копенхаген), където (под влияние на есето на Георги Марков „За благодарността“) се ражда идеята за фондация „Болната планета – ВЗОВ“. Сътрудничи на сп. „Континент“, в. „La Pensée Russe“, Радио Франс Ентернасионал и парижкия клон на Амнести Интернешънъл.
Завръща се от Франция и през 1991 г. е избран за главен секретар на Съюза на българските писатели, а фондацията приема да домакинства международна конференция за правата на кюрдите в София (1995) и подсилва гласове против смъртната присъда на йеменски поет, тибетски електротехник, както и международно огласяване (съвместно с физика З. Вардосанидзе) на преследваните 100 грузински учени-демократи, петима от които със смъртни присъди.
Ръководи държавното издателство „Народна култура“ (1997 – 2002), от което е уволнен от правителството на Симеон Сакскобургготски.
Умира в Пловдив на 7 февруари 2016 г.